# Menon (Automobilhersteller)
Menon war ein italienischer Hersteller von Automobilen.

## Unternehmensgeschichte
Das Unternehmen aus Roncade gehörte zu dem 1875 von Carlo Menon zur Fahrradproduktion gegründeten Unternehmen Ditta Carlo Menon. 1897 stellten Carlo und Luigi Menon erstmals Automobile her, deren Fertigung aber bereits 1902 nach etwa 20 hergestellten Exemplaren eingestellt wurde.

## Fahrzeuge
Das erste Modell hatte einen luftgekühlten Einzylindermotor von De Dion-Bouton mit 1,25 PS Leistung. Der Motor war vorne im Fahrzeug montiert und trieb die Hinterachse an. Das Fahrzeug in der Karosserieform Vis-à-vis bot Platz für vier Personen. Das letzte Modell war der 4/6 HP mit einem selbst hergestellten Einzylindermotor mit 490 cm³ Hubraum, der eine bauartbedingte Höchstgeschwindigkeit von 40 km/h ermöglichte.